# Rolando Massaro
Rolando Massaro (Matino, 15 settembre 1927 – Galatina, 24 aprile 2006) è stato un tenore italiano, uno dei cantanti d'opera del XX secolo.
Figlio di Antonio Massaro e Antonietta Vitali, tenore drammatico dalle eccezionali doti espressive e canore, nonché grande promessa del panorama lirico la cui carriera terminò precocemente. Dotato di una voce scura e vibrante, ricca d’accento e volume di grande vigore espressivo e di rara presenza scenica. Dopo il successo ottenuto al suo debutto in Otello presso il teatro "Giuseppe Verdi" di Busseto, fu definito dai suoi contemporanei "il più giovane Otello di tutti i tempi". Applaudito interprete delle opere verdiane si esibì in tournee in Europa ed in America dove la critica paragonava la bellezza della sua voce a quella del grande tenore Mario del Monaco. Sensibile e attento interprete di opere quali Tosca, Madama Butterfly, Manon Lescaut, ha lasciato viva emozione in coloro che ebbero modo di assistere alle sue recite in opere veriste come Pagliacci o Cavalleria Rusticana nelle quali dimostrò la sua grande forza drammatica ed il naturale talento interpretativo.

## Biografia

### Gli inizi
Primo di dieci figli, mostrò sin da piccolo grande attitudine nel canto. Trasferitosi con la famiglia d'origine a Galatina nel 1945,all'età di 17 anni, inizió a studiare musica con l'insegnante Leuzzi. Uno scopritore di talenti, che faceva parte del personale viaggiante delle Ferrovie, lo indirizzò dal mecenate conte Affaticati, proprietario di diverse farmacie a Milano. Qui, nel 1947 intraprese un percorso di studi musicali con il maestro Luigi Montesanto, oltre a lezioni di dizione e recitazione a Roma, poco prima di essere arruolato nell'esercito, presso il 6° CAR di Pesaro.

### La carriera
Al termine del servizio di leva, Rolando Massaro rientrò a Milano e nel 1952 debuttò al Teatro Piccolo con Pagliacci di Ruggero Leoncavallo, nel ruolo di Canio, assieme al soprano Helen Greco. Da lì la carriera lo portò ad interpretare pressoché tutti i principali ruoli da tenore drammatico in vari teatri d’Italia, d'Europa e d'America.
Nello stesso anno compì il primo viaggio in America con il sostegno di Virginia Novelli, cantante di origine napoletana, che aveva una scuola di canto a New York. Lì si esibì e raccolse i complimenti del presidente Harry Truman. In quella circostanza fu definito dai partecipanti "il piccolo Caruso".

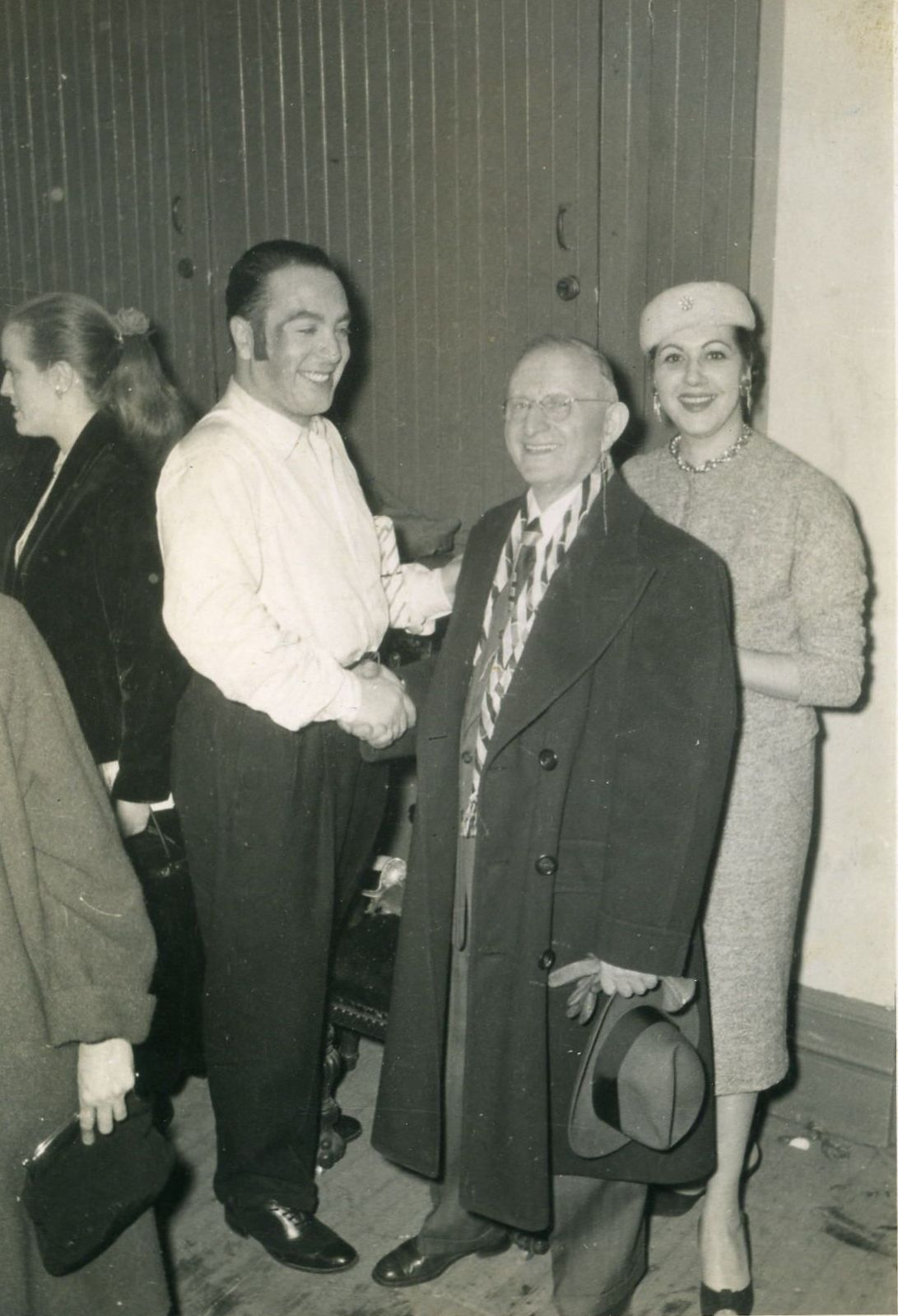
Harry Truman si congratula con Rolando Massaro, 1953.

Al rientro in Italia, nel 1953 cantò la Turandot di Puccini a Milano con Lucilla Udovich. Cantò anche al Teatro Pezzani di Parma, al Teatro Zandonai di Rovereto, al Teatro Monteverdi di Cremona, al Teatro Carignano di Torino, al Teatro Comunale di Lonigo (Vicenza), al Teatro Giuseppe Verdi di Busseto, e in vari teatri di Napoli.
A Roncole di Busseto si tenne un concerto vocale, dove fu presente anche Carlo Bergonzi, in cui Rolando Massaro cantò tutto il terzo atto di Aida con Vittorio Manfredini e Carla Ferrario; la critica locale riporta: «Ma una segnalazione del tutto particolare va fatta per il tenore Massaro, che udimmo già lo scorso anno in un concerto al “Pezzani”  e sin d’allora giudicammo assai favorevolmente. È un cantante all’antica, un tenore drammatico dalla voce scura, uniforme nella potenza, ricca di accenti e che nel registro alto ed acuto si accende di vigore espressivo, ma sempre nei limiti di una correttezza esemplare.» 
Successivamente, nel 1955 entrò a far parte della prestigiosa Compagnia di Opera lirica della soprano, regista e impresaria Marisa Morel e iniziò a praticare tournée in Europa e in America Latina.
La tournée in Olanda della Compagnia di Opera lirica Marisa Morel faceva parte, a più riprese, di una più ampia tournée in Europa, che si svolse tra il 1951 e il 1961 in Italia, Francia, Svizzera, Olanda, Germania, Norvegia, Svezia e Belgio.
Tra le poche testimonianze disponibili, vi sono alcuni articoli di giornale, dai quali si apprende che durante la tournée in Olanda, Rolando Massaro cantò nella stessa compagnia assieme ad Alfredo Vernetti, Dina Soresi, Maria Minetti e Gino Orlandini, direttore Gian Carlo Bertolini. Interpretò, tra il 28 luglio e il 16 settembre 1958, alcune arie tratte dalle opere: Arlecchinata (Salieri), La boheme (Puccini), I pescatori di perle (Bizet), Faust (Gounod), e Rigoletto (Verdi). E ancora, sempre in Olanda interpreta i ruoli principali di alcune opere liriche tra cui: Il Trovatore (Manrico), Cavalleria Rusticana (Turiddu), Pagliacci (Canio), Otello (Otello). La tournée passò anche per Leida (Paesi Bassi), come testimonia l’articolo di un quotidiano locale.
Nel 1959, Rolando Massaro cantò in Cile l’Otello e altre opere, assieme alla Compagnia composta da: Rena Kanaky, Maria Luisa Castellano, Vittorio Manfredini, Gino Belloni e Umberto Borghi, direttore Manlio Passotto.
Nella "Temporada lirica internacional 1961", svoltasi presso il Teatro Municipal di Santiago del Cile, la Compagnia di Marisa Morel portò in scena diverse opere tra il 7 e il 23 settembre. Rolando Massaro cantò l'Aida con Ileana Dall'Ara, Maria Luisa Castellano, Vittorio Manfredini e Gino Belloni; poi l'Otello assieme a Rena Kanaky e Umberto Borghi. 
Dal 19 al 25 luglio la Compagnia di Opera lirica italiana, sponsorizzata dai governi di Italia e Colombia, si esibì a Medellin. 
Un articolo della Gazzetta del Mezzogiorno, del 3 settembre 1962, titolava:
«Brillanti affermazioni di un tenore a Galatina», ed elogiava l’artista con queste parole: «Una sicura promessa del teatro lirico italiano può essere considerato il giovane tenore concittadino Rolando Massaro del quale, la stampa internazionale, ha reso noti i successi riportati sui palcoscenici di tutto il mondo. Sin dal suo debutto al Teatro Verdi di Busseto, Rolando Massaro nel ruolo di “Otello” fece apprezzare la sua voce vibrante, ricca d’accento e di volume e la sua interpretazione scenica dimostra una accuratissima preparazione e delle qualità artistiche innate. Finora il giovane tenore ha tenuto numerosissime recite in Italia e all’estero, tra le quali ben 45 recite di Aida nell’America del Nord ed altrettante in Olanda, e numerose rappresentazioni dei Pagliacci, della Cavalleria Rusticana, del Trovatore ecc. nell’America Centrale, in Inghilterra ecc. In Italia egli invece ha cantato, a lungo, a Napoli, Milano, Torino ed altre città. I successi di critica e di pubblico finora riportati sono buon auspicio di lunga e fortunata carriera.»
Nel 1963 per sopravvenuti problemi di salute, interruppe la carriera  rientrando definitivamente a Galatina dove, nel Settembre 1965, si unì in matrimonio con Maria Immacolata De Donno.

### Le dediche dei colleghi contemporanei
A parte i numerosi articoli di giornale e le testimonianze bibliografiche, la collezione privata di famiglia custodisce diverse fotografie d’epoca di numerose rappresentazioni teatrali, nei vari teatri in cui ha cantato, e di artisti contemporanei già affermati con le dediche a Rolando Massaro, da cui si evince un loro precedente incontro e confronto canoro. Tra queste:
Josè Soler, tenore uruguaiano, che probabilmente ebbe modo di incontrare a Milano, nel 1951 scrive: «Al bravo collega Rolando Massaro, con simpatia».
Gino Bechi, da molti critici considerato il maggior baritono del Novecento, scrive nella sua dedica: «A Massaro – Con i migliori auguri – La voce c’è ed è bella – Studi bene – Il resto verrà da sé».
Giovanni Malipiero, tenore: «Al bravo Massaro, cordialmente».
Italo Tajo, basso, che nel 1952 si esibiva a “La Scala” di Milano nel “Macbeth” con Maria Callas, scrive: «Al tenore Rolando Massaro, con i migliori auguri, Italo Tajo, 1952».
Tito Schipa, tenore leccese: «a Rolando con molti auguri» (1952).
Cesare Siepi, basso: «A Rolando Massaro futuro grande collega con gli infiniti e sinceri auguri di Cesare Siepi, Milano ottobre 1953».
Alda Noni, soprano: «A Rolando Massaro, con infiniti auguri per la sua immancabile brillante carriera artistica, Alda Noni».
Giuseppe Taddei, celebre baritono verdiano: «A Rolando Massaro, Mi mancate da vicino, 1955 Giuseppe Taddei».
Beniamino Gigli, tenore: «A Rolando Massaro con tanti auguri, Beniamino Gigli, 1953».
Afro Poli, baritono e attore italiano: «Al collega Rolando Massaro con molti auguri di una fortunata carriera, Afro Poli, Rovereto 1957».
Mario Del Monaco, tenore: «Al caro collega Rolando Massaro, con ammirazione per la sua splendida voce, Mario Del Monaco».
Luciano Pavarotti, tenore al quale Rolando Massaro aveva a sua volta dato una propria foto con dedica quando cantò l’Otello a Busseto nel 1960, così ricambia dopo trent'anni: «A Rolando, per caro ricordo, Luciano Pavarotti, 90» (1990).